# 梁應材
梁應材（1587年—1662年），字瑶石，號四多，广东广州府新会县人。明朝政治人物。

## 生平
萬曆四十年（1612年）壬子科广东鄉試舉人，天啓二年（1622年）壬戌科進士。户部观政，三年授江西进贤令，为豫章剧邑，廉静自持，临之以简，御之以宽，政无不理。七年以艰去，崇祯三年起补芜湖令，新学宫。缮堤堰，申保甲，于是文物蔚兴，奸宄潜息。两摄关篆，税课之外，不问馀羡，至火耗赎鍰，馈遗供应，一切禁革。五年以治行擢兵部车驾司主事，六年调吏部验封司主事，历考功、文选司，升员外郎，益清慎自矢，请托路绝。崇祯九年请假归，杜门不出。鼎革后，隐居阳春山中，足迹不入城市，诫家人不得仍称故号，但呼曰阿翁，寿七十六卒。